# Rechtbank Brielle
De rechtbank Brielle was van 1838 tot 1877 een van de rechtbanken in Nederland. Het rechtsgebied van Brielle omvatte de eilanden Voorne-Putten en Goeree-Overflakkee. Na de opheffing werd het arrondissement in zijn geheel gevoegd  bij het arrondissement Rotterdam.

## Arrondissement
Arrondissementen werden in Nederland ingesteld in de Franse tijd. Het zuidelijke deel van de toenmalige provincie Holland werd in 1838 oorspronkelijk verdeeld in zes arrondissementen, naast Brielle waren dat Den Haag, Rotterdam, Dordrecht, Leiden en Gorinchem. 
Het arrondissement Brielle was onderverdeeld in twee kantons: Brielle en Sommelsdijk. Het voortbestaan van het arrondissement was al vanaf de instelling twijfelachtig. In de loop van de 19e eeuw werd de opheffing van het arrondissement meermalen voorgesteld, maar werd onder druk vanuit de regio niet doorgevoerd. Bij de eerste grote hervorming in 1877 moest Brielle er echter aan geloven. De rechtbank heeft tijdens zijn korte bestaan nimmer een eigen gerechtsgebouw gehad, maar maakte gebruik van het stadhuis van Brielle.